# Persone di nome Serena
| Questa pagina contiene informazioni ricavate automaticamente dalle voci biografiche con l'ausilio del template Bio e di un bot. L'aggiornamento è periodico e automatico e ricostruisce completamente la pagina. Se manca una persona in questa lista, sei pregato di non aggiungerla, ma accertati piuttosto che la sua voce biografica contenga il template Bio e che i dati anagrafici siano correttamente compilati. Se il template Bio manca, inseriscilo tu stesso o, in alternativa, metti l'avviso {{tmp\|Bio}} che ne segnala la mancanza. Se i dati riportati sono sbagliati, correggi direttamente la voce biografica; le modifiche saranno visibili in questa lista entro pochi giorni. Per chiarimenti vedi il progetto antroponimi. La lista contiene solo le 59 persone che sono citate nell'enciclopedia e per le quali è stato implementato correttamente il template Bio. Pagina aggiornata al 22 giu 2025. |

Questa è una lista di persone presenti nell'enciclopedia che hanno il nome Serena, suddivise per attività principale.

## Altiste(1)
- Serena Capponcelli, altista e ex bobbista italiana (San Giovanni in Persiceto, n. 1989)

## Architetti(1)
- Serena Pellegrino, architetto e politica italiana (Lecce, n. 1966)

## Astronaute(1)
- Serena Auñón-Chancellor, astronauta e medico statunitense (Indianapolis, n. 1976)

## Attrici(11)
- Serena Autieri, attrice, cantante e conduttrice televisiva italiana (Napoli, n. 1976)
- Serena Bennato, attrice italiana (Napoli, n. 1945 - Roma, † 2020)
- Serena Bonanno, attrice italiana (Roma, n. 1978)
- Serena Cantalupi, attrice italiana (Milano, n. 1948)
- Serena Gordon, attrice britannica (Londra, n. 1963)
- Serena Grandi, attrice e personaggio televisivo italiana (Bologna, n. 1956)
- Serena Iansiti, attrice italiana (Napoli, n. 1985)
- Serena Michelotti, attrice italiana (Merano, n. 1934 - Roma, † 2011)
- Serena Rossi, attrice, cantante e conduttrice televisiva italiana (Napoli, n. 1985)
- Serena Scott Thomas, attrice britannica (Nether Compton, n. 1961)
- Serena Spaziani, attrice, doppiatrice e direttrice del doppiaggio italiana (Roma, n. 1947)

## Attrici pornografiche(1)
- Serena, ex attrice pornografica statunitense (n. 1951)

## Calciatrici(4)
- Serena Ceci, calciatrice italiana (Poggibonsi, n. 1993)
- Serena Coppolino, ex calciatrice italiana (Genova, n. 1985)
- Serena Ferroli, calciatrice italiana (Gemona del Friuli, n. 1991)
- Serena Patu, calciatrice italiana (Bagno a Ripoli, n. 1985)

## Cantanti(1)
- Serena Ryder, cantante, artista e conduttrice radiofonica canadese (Toronto, n. 1982)

## Cantautrici(3)
- Serena Abrami, cantautrice italiana (Civitanova Marche, n. 1985)
- Serena Altavilla, cantautrice e musicista italiana (Orvieto, n. 1983)
- Serena Brancale, cantautrice italiana (Bari, n. 1989)

## Cestiste(2)
- Serena Bona, cestista italiana (Licata, n. 1989)
- Serena Stanzani, ex cestista italiana (Roma, n. 1966)

## Collezioniste d'arte(1)
- Serena Lederer, collezionista d'arte e mecenate austro-ungarica (Budapest, n. 1867 - Budapest, † 1943)

## Conduttrici televisive(1)
- Serena Dandini, conduttrice televisiva, scrittrice e autrice televisiva italiana (Roma, n. 1954)

## Doppiatrici(2)
- Serena Clerici, doppiatrice, direttrice del doppiaggio e dialoghista italiana (Busto Arsizio, n. 1971)
- Serena Verdirosi, doppiatrice e direttrice del doppiaggio italiana (Roma, n. 1947)

## Ginnaste(3)
- Serena Bugani, ex ginnasta italiana (Bologna, n. 1997)
- Serena Licchetta, ex ginnasta italiana (Gagliano del Capo, n. 1993)
- Serena Ottaviani, ginnasta italiana (San Severino Marche, n. 2005)

## Giornaliste(1)
- Serena Bortone, giornalista, conduttrice televisiva e autrice televisiva italiana (Roma, n. 1970)

## Insegnanti(1)
- Serena Cicalò, insegnante, matematica e artista italiana (Cagliari, n. 1974)

## Marciatrici(1)
- Serena Di Fabio, marciatrice italiana (n. 2007)

## Mezzosoprani(1)
- Serena Malfi, mezzosoprano italiano (Pomigliano d'Arco, n. 1985)

## Musiciste(1)
- Serena Tamburini, musicista e compositrice italiana (Rovereto, n. 1948)

## Nobildonne(1)
- Serena, nobildonna romana (Spagna, n. 370 - Roma, † 408)

## Nuotatrici(1)
- Serena Bianchi, nuotatrice artistica italiana (Savona, n. 1974)

## Pallavoliste(3)
- Serena Gray, pallavolista statunitense (Glendale, n. 2000)
- Serena Moneta, pallavolista italiana (Tradate, n. 1990)
- Serena Ortolani, pallavolista italiana (Ravenna, n. 1987)

## Personaggi televisivi(1)
- Serena Garitta, personaggio televisivo italiano (Genova, n. 1978)

## Politiche(1)
- Serena Arrighi, politica italiana (Carrara, n. 1972)

## Registe(1)
- Serena Sinigaglia, regista italiana (Milano, n. 1973)

## Sceneggiatrici(1)
- Serena Tateo, sceneggiatrice e attrice italiana (Roma, n. 1991)

## Schermitrici(1)
- Serena Rossini, schermitrice italiana (Ancona, n. 1999)

## Sciatrici alpine(1)
- Serena Viviani, sciatrice alpina italiana (Genova, n. 1999)

## Scrittrici(3)
- Felicia Kingsley, scrittrice italiana (Carpi, n. 1987)
- Serena Foglia, scrittrice, sociologa e psicologa italiana (Trieste, n. 1925 - Milano, † 2010)
- Serena Mackesy, scrittrice e giornalista britannica (Regno Unito, n. 1962)

## Soprani(1)
- Serena Daolio, soprano italiano (Carpi, n. 1972)

## Tenniste(1)
- Serena Williams, ex tennista statunitense (Saginaw, n. 1981)

## Veliste(1)
- Serena Galvani, velista e fotografa italiana (Bologna, n. 1958)

## Wrestler(1)
- Serena Deeb, wrestler statunitense (Fairfax, n. 1986)

## Senza attività specificata(4)
- Serena Cruz, italiana (Manila, n. 1986)
- Serena di Spoleto, romana (Spoleto)
- Serena di Roma, romana
- Serena Vitale, slavista, scrittrice e traduttrice italiana (Brindisi, n. 1945)